# Thanatus luederitzi
Thanatus luederitzi là một loài nhện trong họ Philodromidae.
Loài này thuộc chi Thanatus. Thanatus luederitzi được Eugène Simon miêu tả năm 1910.